# Vinhas
Vinhais is een plaats (freguesia) in de Portugese gemeente Macedo de Cavaleiros en telt 293 inwoners (2001).